# Relations entre le Japon et l'Union européenne
Les relations entre l'Union européenne et le Japon sont établies en 1959. L'UE et le Japon partagent des valeurs communes et entretiennent des relations commerciales fortes, en particulier dans les flux d'investissement.

## Contexte
Les relations diplomatiques de l'UE avec le Japon sont basées sur un plan d'action datant de 2001, des liens sont maintenus tout au long de l'année et des sommets ont lieu à échéance fixe afin d'aborder différents thèmes, outre la politique étrangère, il y est également discuté des relations économiques et commerciales ainsi que des questions internationales et régionales. De nombreux échanges et rencontres dans les domaines des sciences et des technologies, ainsi que dans les entreprises et les universités ont également lieu tout au long de l'année.
Les récents échanges entre les responsables politiques japonais et européens portent sur la mise en place d'un accord de partenariat économique, accord que l'UE a mis en place avec plusieurs de ses partenaires d'Europe de l'Est et le Japon, avec ses voisins Est asiatiques. Le renouveau économique du Japon passe par une plus grande ouverture à l'international et donc par une réduction des barrières douanières, les deux économies, de par leurs niveaux de développement, les échanges technologiques et commerciaux opérés et la montée en puissance des économies émergentes ont tout intérêt à coopérer davantage dans de nombreux secteurs : santé, BTP, chimie lourde et fine, électronique ou encore les nouvelles technologies.

## Relations économiques

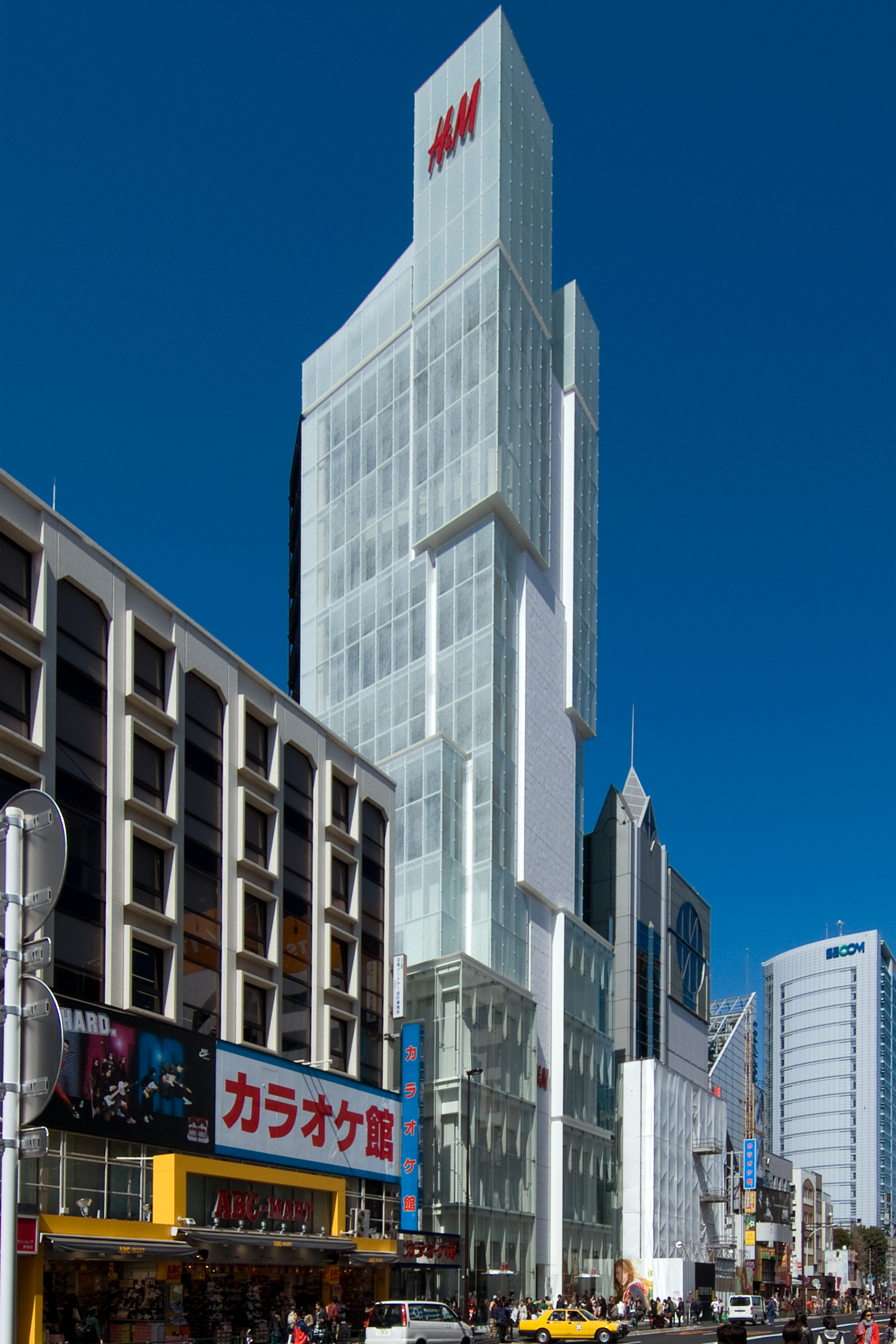
Magasin H&M, conçu et réalisé par Saint-Gobain à Tokyo.

Le Japon est l'un des partenaires commerciaux les plus importants de l'UE. Les exportations européennes vers le Japon sont principalement des machines (31,3 %) des produits chimiques (14,1 %) et des produits agricoles (11,0 %)[Quand ?]. Depuis 2006, celles-ci ont légèrement diminué. En 2009, en raison de la crise économique, les exportations européennes vers le Japon ont connu une baisse de 14,3 % mais en 2010 ces dernières ont raugmenté de 21,3 %.
L'UE est le 3e partenaire commercial le plus important du Japon (11,1 % de ses importations et 13,3 % de ses exportations). Les exportations japonaises en Europe sont principalement des machines et du matériel de transport (66,7 %).
En 2006, les investissements directs à l'étranger (IDE) européens au Japon représentaient un montant total de 16,2 milliards d'euros tandis que les IDE japonais en Europe représentaient un montant total de 1,6 milliard d'euros.
Les relations économiques bilatérales se caractérisent par de forts excédents commerciaux pour le Japon, qui se sont toutefois revus être modérés au cours des années 2000.
Fin juillet 2017, un accord de principe est trouvé pour l'accord de libre-échange entre le Japon et l'Union européenne qui est signée le 17 juillet 2018.
L'économie du Japon est en 2018 le second partenaire économique asiatique de l’Union européenne derrière celle de la Chine
| Exportation en 2016     | en milliard d'€ | Part dans le commerce total extra-UE-28 |
| ----------------------- | --------------- | --------------------------------------- |
| UE vers le Japon        | 58,1            | 3,3 %                                   |
| Japon vers l'UE         | 66,5            | 3,9 %                                   |
| Allemagne avec le Japon | 18,4            | 1,5 %                                   |
| Japon avec l'Allemagne  | 22,0            | 2,3 %                                   |

| Somme des investissements directs extra-UE 2011-2014 | en milliards d'€ | part   |
| ---------------------------------------------------- | ---------------- | ------ |
| UE vers le Japon                                     | 12,3             | 0,88 % |
| Japon vers l'UE                                      | 24,8             | 1,68 % |

## Sources

## Compléments